# Санта-Хуана (Чилі)
Санта-Хуана (ісп. Santa Juana) — місто в Чилі. Адміністративний центр однойменної комуни. Населення — 7095 осіб (2002). Місто і комуна входить до складу провінції Консепсьйон і регіону Біобіо.
Територія комуни — 731,2 км². Чисельність населення — 13 193 жителі (2007). Щільність населення — 18,04 чол./км².

## Розташування
Місто розташоване за 41 км південно-західніше адміністративного центру області міста Консепсьйон.
Комуна межує:
- на півночі — з комуною Коронель;
- на північному сході — з комунами Уалькі, Сан-Росендо;
- на сході — з комуною Лаха;
- на південному сході — з комуною Насім'єнто;
- на південному заході — з комуною Куранілауе;
- на заході — з комунами Лота, Арауко.

## Демографія
Згідно з даними, зібраними під час перепису Національним інститутом статистики, населення комуни становить 13 193 особи, з яких 6539 чоловіків та 6654 жінки.
Населення комуни становить 0,67 % від загальної чисельності населення регіону Біобіо. 42,75 % належить до сільського населення і 57,25 % — міське населення.